# Gampsocera dimidiaticornis
Gampsocera dimidiaticornis är en tvåvingeart som beskrevs av de Meijere 1916. Gampsocera dimidiaticornis ingår i släktet Gampsocera och familjen fritflugor. Inga underarter finns listade i Catalogue of Life.